# Central African Airways
Central African Airways (CAA) war eine Vorläufergesellschaft von Air Zimbabwe, die von 1946 bis 1967 Linienflüge in Ostafrika durchführte.

## Geschichte
Die Geschichte von Central African Airways beginnt mit ihrer Gründung am 1. Juni 1946, die eine von Southern Rhodesia, (heute Simbabwe), Northern Rhodesia (heute Sambia) und Nyassaland (heute Malawi) gemeinsam gegründete Fluggesellschaft war, von der sich die Anteile auf die Länder in genannter Reihenfolge zu 50 %, 35 % und 15 % verteilten.
Ihr Personal und ihre Flugzeuge erwarb die CAA vom Southern Rhodesia Air Service (SRAS), einer Fluggesellschaft und einer Aufklärungseinheit, die zu Beginn des Zweiten Weltkrieges nach der Auflösung von Rhodesien And Nyassaland Airway (RANA) gebildet worden war.
Central African Airways beließ es nicht bei den von SRAS übernommenen Maschinen. Sie erwarb bald fünf De Havilland Doves und drei Vickers Viking. Schließlich hatte die CAA sieben Doves und zwölf Viking. Die Gesellschaft expandierte rasch und flog Ziele von Nairobi bis Johannesburg an, von Blantyre bis Maun.
Im Jahr 1948 startete CAA mit zwei Bristol 170 Freighters, die vom Ministerium für Zivilluftfahrt in London geleast wurden, den ersten Luftfrachtverkehr in Afrika. Sie wurden für den sogenannten „Kupferhändlerservice“ zwischen Johannesburg und Ndola über Bulawayo und Lusaka sowie zwischen Salisbury (heute Harare) und Lusaka eingesetzt. Dieser Dienst wurde 1948 bis Daressalam und Lindi in Tanganjika (heute Tansania) über Kasama in Northern Rhodesia und Mbeya in Tanganjika ausgeweitet.
In den ersten sechs Monaten des Einsatzes erreichten die Flugzeuge fast 250.000 Tonnenmeilen und damit eine Auslastung von 48 %. Doch die erheblichen technischen Probleme dieser Maschinen führten dazu, dass CAA den Vertrag im Dezember 1949 kündigte. Diese Probleme betrafen vor allem die Motoren.
CAA flog viele sogenannte „Sozialrouten“, die sich niemals refinanzierten. Sie versorgte viele weit abgelegene Orte tief im Busch, für die dieser Flugverkehr der einzige Kontakt mit der Außenwelt war. Die Landebahnen wurden in dieser Zeit elementar für das Leben in dieser Region, und sie waren meist gerodetes Gelände, das etwas eingeebnet wurde, und eine bedeckte Rundhütte mit vier Meter Durchmesser als Terminal hatten. Daneben gab es auch Flugpisten wie in Mongu, die mit drei Millionen Ziegelsteinen gepflastert waren.
Die beiden Bristol wurden 1951 durch kanadische De Havilland Canada Beaver ersetzt, einmotorige, kantige Flugzeuge für kurze Landebahnen, einfach und praktisch wie ein VW-Bus damals. Sie wurden zunächst auf Strecken von Bulawayo und Harare nach Gwelo (heute Gweru), Gatooma (heute Kadoma), Queque (heute Kwekwe), Umtali (heute Mutare) und Fort Victoria (heute Masvingo) eingesetzt. Doch dieser Betrieb verlor seine Kundschaft mit der Verbreiterung und Asphaltierung der Straßen im Land. Die Beavers wurden deshalb verstärkt in Nordrhodesien und Nyassaland eingesetzt.
Den Todesstoß für die Langstreckenflüge mit Vikings versetzte der CAA allerdings die britische BOAC, als sie eine Linie von London nach Livingstone einrichtete und damit die höchst profitable Route der CAA nach Nairobi ruinierte. CAA versuchte, sich mit einer Linie nach London dafür zu revanchieren, doch der Absturz einer der Viking-Maschinen am Tanganjikasee wegen Materialermüdung in den Flügeln beendete diesen Versuch. Damals dauerte der Flug von Harare nach London nicht wie heute zehn Stunden, sondern vier Tage mit zahlreichen Zwischenlandungen für das Nachtanken und die Übernachtungen. Das war aber immer noch wesentlich schneller als das Postschiff, das nach Kapstadt mindestens vierzehn Tage brauchte. Unterwegs gab es Sandwiches und Kekse.

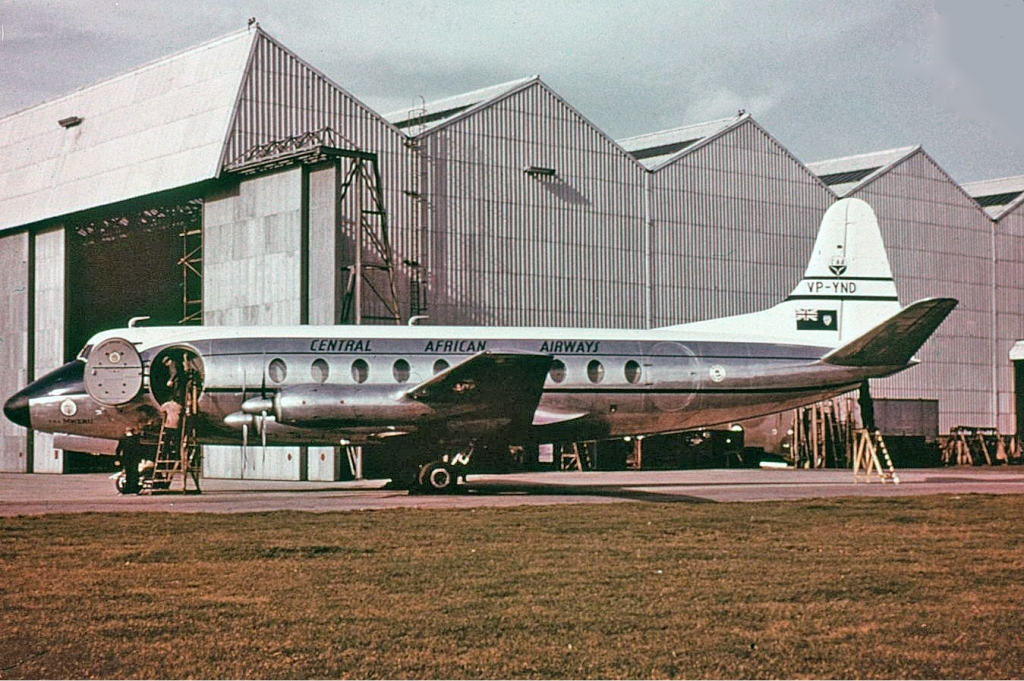
Vickers Viscount der Central African Airways, 1957

Danach wurden die Vikings nur noch auf kürzeren Strecken eingesetzt, so nach Durban, was diese Stadt zu einem beliebten Badeziel der Rhodesier machte. Doch in den Jahren 1956/57 wurden sie endgültig ausgemustert und durch beliebtere, zudem weniger anfällige Douglas DC-3 ersetzt, die bisher nur auf Strecken eingesetzt worden waren, deren Passagieraufkommen für die Beaver zu groß und die Viking zu klein war. Entscheidend aber war der Kauf von Vickers Viscount Type 748 – mit Ersatzteilen und Ersatzmotoren knapp unter zwei Millionen Pfund, was enorm viel war für eine so kleine Fluggesellschaft. Die erste dieser Maschinen kam am 25. April 1956 und wurde über Nord-Rhodesien, Uganda, Sudan, Libyen, Malta, Italien nach London eingesetzt. Dann kamen bis Juli vier weitere dieser Maschinen hinzu. Eine davon stürzte am 9. August 1958 beim Anflug auf Bengasi ab.

### Einstellung der Langstreckenflüge
Im September 1958 wurde die Route nach London allerdings eingestellt, da CAA nicht in der Lage war, mit großen Fluggesellschaften zu konkurrieren. CAA verkaufte ihre Rechte an der Route sehr vorteilhaft an BOAC und konzentrierte sich fortan auf regionale und nationale Routen.
Im regionalen Verkehr bot CAA organisierte Reisen an. SKYCOAST war ein Flug von Salisbury nach Durban und von dort eine Reise per Schiff nach Kapstadt und zurück und wurde sehr beliebt. SKYBUS war ein Flug nach Blantyre, der bald nach Lilongwe und Fort Jameson (heute Chipata), Lusaka und Ndola verlängert wurde. Das war Massenverkehr mit leichten Leinensitzen.
Die steigende Nachfrage erforderte größere und schnellere Flugzeuge. Zwei BAC 1-11 wurden im September 1962 geordert und sollten ab Juni 1965 geliefert werden. Solange mietete CAA eine Douglas DC-6 von Alitalia. Aber die politische Entwicklung verlief anders. Die Zentralafrikanische Föderation war 1953 gegründet worden und wurde Ende 1963 durch die Unabhängigkeit von Sambia und 1964 von Malawi aufgelöst. Beide Regierungen wünschten nun ihre eigene Fluggesellschaft zu haben. Das scheiterte zunächst an fehlenden Maschinen, Wartungsmöglichkeiten und Personal, so dass für CAA sich nur die Rechenschaftspflicht änderte, weil sie anteilig den Ressorts der Verkehrsminister zugeschlagen wurde. Davon unabhängig wurden unterstützende Bereiche der CAA gegründet, um in den einzelnen Staaten selbst arbeiten zu können. Dies waren Air Malawi Ltd., Air Rhodesia (Pvt) Ltd. und Zambia Airways Ltd. Die Wartung blieb bei CAA, erhielt aber Niederlassungen in Sambia und Malawi. Die Flotte der DC-3 wurde zwischen den drei Ländern aufgeteilt und die der Beaver zwischen Sambia und Malawi. Rhodesien hatte keinen Bedarf für diese Flugzeugtypen. Die Maschinen wurden nun neu lackiert und erhielten neue Embleme.
Die einzelnen Fluggesellschaften erwiesen sich bald als profitabel und arbeiteten überraschend gut. Der Schlag kam, als die Regierung von Rhodesien am 11. November 1965 einseitig die Unabhängigkeit des Staates erklärte, was unmittelbare Sanktionen zur Folge hatte. Bis auf die portugiesische TAP und die südafrikanische SAA stellten alle anderen Fluggesellschaften ihre Flüge nach Rhodesien ein. Die Leasingverträge für die DC-6 wurden gekündigt und ein Embargo für Ersatzteile verhängt. Zwei BAC 1-11 waren zu dieser Zeit noch nicht ausgeliefert. Die nun schlechter werdenden Beziehungen zwischen den Regierungen der drei Länder führten zu der Auflösung der CAA Ende 1967.

## Flotte
Während ihres Bestehens setzte Central African Airways folgende Flugzeugtypen ein:
- Avro Anson
- BAC 1-11
- Bristol 170 Freighter
- de Havilland Canada DHC-2 Beaver
- De Havilland DH.82 Tiger Moth
- De Havilland DH.85 Leopard Moth
- De Havilland DH.89 Dragon Rapide
- De Havilland DH.104 Dove
- Douglas DC-3
- Douglas DC-6
- Vickers Viking
- Vickers Viscount

## Zwischenfälle
- Am 29. März 1953 zerbrach eine Vickers Viking 1B der Central African Airways (Luftfahrzeugkennzeichen VP-YEY) während des Fluges in der Nähe von Mkwaya (Tansania). Das Flugzeug war auf dem Weg vom Flughafen Blantyre-Chileka (Malawi) nach Daressalam. Als Ursache wurde die Verwendung eines ungeeigneten Schmiermittels bei der Wartung der Bolzen festgestellt, das zur Korrosion geführt hatte. Alle 13 Insassen, 5 Besatzungsmitglieder und 8 Passagiere, wurden getötet (siehe auch Flugunfall einer Vickers Viking der Central African Airways 1953).[4]

- Am 23. Februar 1955 verunglückte eine Douglas DC-47B-15-DK der Central African Airways (VP-YKO) auf dem Flug 626 während des Starts vom Flughafen Salisbury-Belvedere. Das Flugzeug hatte gerade abgehoben und das Fahrwerk war eingefahren, als sich Rauch im Cockpit entwickelte und der Pilot Flying sich zu einer Bauchlandung entschloss. Dabei brachen die Propeller ab, schnitten durch den Rumpf und töteten den Flugingenieur. Das Flugzeug kam hinter der Landebahn zum Stehen. Die weiteren 25 Insassen, 4 Besatzungsmitglieder und 21 Passagiere, überlebten.[5]

- Am 17. März 1955 setzte eine Vickers Viking 1B der Central African Airways (VP-YEX) während eines heftigen Regenschauers auf dem Flughafen Salisbury (Rhodesien) vor der Landebahn auf und rutschte noch 300 bis 400 Meter weiter. Das Flugzeug wurde irreparabel beschädigt. Alle 28 Insassen, 5 Besatzungsmitglieder und 23 Passagiere, überlebten.[6]

- Am 5. Oktober 1956 verunglückte eine Vickers Viking 1B der Central African Airways (VP-YMO) auf einem Trainingsflug drei Kilometer nördlich des Flughafens Salisbury (Rhodesien). Die beiden Piloten kamen ums Leben.[7][8]

- Am 9. August 1958 flog eine aus Wadi Halfa (Sudan) kommende Vickers Viscount 748D der Central African Airways (VP-YNE) 9 Kilometer südöstlich des Flughafens Bengasi (Libyen) in hügeliges Gelände. Möglicherweise spielte Übermüdung der Piloten eine Rolle, die den Flug schon 18 Stunden vorher in Salisbury (Rhodesien) begonnen und bereits weitere Zwischenlandungen in Ndola, Entebbe und Khartoum absolviert hatten. Bei dem Unfall kamen 36 der 54 Insassen ums Leben.[9]